# We (SOPHIAのアルバム)
『We』（ウィー）は、日本のロックバンドSOPHIAの10枚目のアルバム。

## 概要
- 本作品は2006年3月23日に東芝EMIよりリリースされた。全11曲収録。
- シングル「ANSWER-イチバンタダシイコタエ-」「one summer day」「エンドロール」「brother & sister」を収録
- 前作に引き続き、亀田誠治との共同プロデュースである。
- 初回盤には2004年に行われたカウントダウンライブ「三都物語」の大阪編での「Voice of generation」「PINK!」「truth」「SUNNY DAY、Never say good-bye」「もしも君が迷ったなら」「青い季節」の映像とドキュメンタリー映像を収録したDVD付き。

## 収録曲
（全作詞：松岡充）
1. 零と宇宙
作曲：都啓一
2. まるごし
作曲：松岡充
3. growing up
作曲：都啓一
4. one summer day
作曲：松岡充
5. 願いよ 届け
作曲：松岡充
6. Whatever
作曲：黒柳能生
7. sunday diary
作曲：豊田和貴
8. brother & sister
作曲：松岡充
9. game
作曲：都啓一
10. エンドロール
作曲：豊田和貴
11. ANSWER -イチバンタダシイコタエ-
作曲：松岡充